# Bouchra Khalili
Bouchra Khalili, née en 1975 à Casablanca, est une artiste franco-marocaine. 

## Biographie
Élevée entre la France et le Maroc, elle a étudié le cinéma à la Sorbonne Nouvelle et est diplômée de l’École Nationale Supérieure d’Arts de Paris-Cergy.
Son travail en film, vidéo, installation, photographie et sérigraphie, articule langage, oralité, subjectivité et explorations géographiques. Chacun de ses projets peut s’envisager comme une plateforme depuis laquelle des membres de minorités peuvent articuler, proposer, mettre en œuvre et partager, stratégies et discours de résistances élaborés depuis les marges.
Pour Blackboard au Jeu de Paume, Bouchra Khalili traite des questions du racismes, des migrations de l'injustice. Elle entremêle récits individuels et récits collectifs. Pour le film Twenty-Two hours Bouchra Khalili a retrouvé des photos et documents d'époque pour raconter le voyage de Jean Genet aux États-Unis, rentré illégalement sur le territoire américain pour rencontrer les Black Panthers.

## Expositions
Son travail a été exposé à l'occasion de nombreuses expositions internationales, dont : 
- Blackboard, Jeu de paume, Paris (2018)[2];
- The Mapping Journey Project, exposition personnelle, MoMA, New York (2016)[3];
- Foreign Office, exposition personnelle, Palais de Tokyo, Paris (2015)[4];
- Garden Conversation, exposition personnelle, MACBA, Barcelone (2015)[5];
- Here & Elsewhere, New Museum, New York (2014)[6];
- The Opposite of the Voice-Over, exposition personnelle, Justina M. Barnicke Gallery, Toronto (2013)[7];
- The Encyclopedic Palace, Exposition Internationale de la 55e Biennale de Venise (2013)[8];
- Living Labour, exposition personnelle, PAMM, Miami (2013)[9];
- La Triennale, Palais de Tokyo, Paris (2012)[10];
- 18th Biennale of Sydney (2012);
- 10e Biennale de Sharjah (2011)[11].

## Prix et Distinctions
Elle a reçu plusieurs prix et distinctions, dont : 
- Abraaj Group Art Prize, (2014)[12];
- Prix Sam pour l’Art Contemporain, 2013, Sam Art Projects, Paris[13];
- DAAD Artists-in-Berlin Program (2012)[14];
- Vera List Center for Arts and Politics Fellowship (The New School, New York, 2011-2013)[15];
- Villa Médicis Hors-les Murs (2010);
- Videobrasil Residency Award (2009)[16];
- Fond Image/Mouvement (CNAP, Centre National des Arts Plastiques, Paris, 2008);
- Prix Louis Lumière (Bureau du Film Documentaire, Ministère des Affaires Étrangères, France, 2005).

## Sélection d'Œuvres
- 2015 : Foreign Office. Projet composé d'un film en vidéo, d'une série de photographies et d'une sérigraphie
- 2014 : Garden Conversation. Film
- 2012-2013 : The Speeches Series. 3 films
- 2012 : The Seaman. Film
- 2012 : The Wet Feet Series. Série de photographies
- 2011 : The Constellations Series. Série de 8 sérigraphies
- 2008-2011 : The Mapping Journey Project. Installation vidéo composée de 8 films

## Sélection de publications et de catalogues
- 2015 : Foreign Office, catalogue monographique. Sam Art Projects Collection, 12[17]
- 2014 : Here & Elsewhere, catalogue d'exposition. Sous la direction de Massimiliano Gioni, Gary Carrion-Murayari et Natalie Bell, avec Negar Azimi and Kaelen Wilson-Goldie. New Museum, New York[18]
- 2014 : Freedom, KunstPalais Edition, Erlangen, Allemagne[19]
- 2013 : The Encyclopedic Palace: Guide Book, Venice Biennale. Venice Biennale Foundation
- 2013 : The Encyclopedic Palace: Catalogue, Venice Biennale. Venice Biennale Foundation
- 2013 : 5th Moscow Biennale, Catherine de Zegher, Moscow Biennale Foundation
- 2013 : Mirages d’Orient, Grenades et Figues de Barbarie, Ed. Actes Sud Beaux-Arts[20]
- 2012 : Intense Proximity, the guidebook. Centre national des arts plastiques – Artlys[21]
- 2012 : Intense Proximity, the anthology. Centre national des arts plastiques – Artlys[22]
- 2011 : Mutations, perspectives on photography. Steidl/Paris Photo, 2011[23]
- 2011 : Plot for a Biennial. Sharjah Art Foundation[24]
- 2010 : Bouchra Khalili - Story Mapping, catalogue monographique. Le Bureau des Compétences et Désirs/Presses du Réel[25]